# Windeweer
Windeweer est une ancienne commune néerlandaise de la province de Groningue.
La commune était composée des hameaux de Windeweer et de Lula. Le 1er août 1821 la commune est supprimée et rattachée à Hoogezand (aujourd'hui partie de Hoogezand-Sappemeer.
De nos jours, Windeweer forme un seul village avec l'ancien hameau de Kiel, sous le nom de Kiel-Windeweer.